# Новогригоровка (Новоукраинский район)
Новогриго́ровка (укр. Новогригорівка) — село в Смолинской поселковой общине Новоукраинского района Кировоградской области Украины.
До 2020 года входило в Маловисковский район
Население по переписи 2024 года составляло 504 человек. Почтовый индекс — 26227. Телефонный код — 5258. Код КОАТУУ — 3523183801.

## Известные уроженцы
- Дианов Сергей Никитович (1912—1995) — советский хозяйственный деятель и деятель строительства. Председатель Маркоопинсоюза (1952—1953), заместитель директора марийского завода «Торгмаш» (1958—1960), председатель совета Марколхозстройобъединения (1968—1976). Заслуженный строитель РСФСР (1975). Участник Великой Отечественной и советско-японской войн. Член ВКП(б).